# Hành Đức
Hành Đức là một xã thuộc huyện Nghĩa Hành, tỉnh Quảng Ngãi, Việt Nam.
Xã Hành Đức có diện tích 16,61 km², dân số năm 1999 là 10500 người, mật độ dân số đạt 632 người/km².

Gồm các thôn: Xuân Vinh, Phú Châu, Kì Thọ Bắc, Kì Thọ Nam 1, Kì Thọ Nam 2. Trong đó thôn Xuân Vinh là trung tâm.
1. 1 2 3  “Mã số đơn vị hành chính Việt Nam”. Bộ Thông tin & Truyền thông. Bản gốc lưu trữ ngày 24 tháng 3 năm 2013. Truy cập ngày 10 tháng 4 năm 2012.
2. ↑  Tổng cục Thống kê